# Xã Kingston, Quận Washington, Missouri
Xã Kingston (tiếng Anh: Kingston Township) là một xã thuộc quận Washington, tiểu bang Missouri, Hoa Kỳ. Năm 2010, dân số của xã này là 1.553 người.